# Жабеши
Жабеши (груз. ჟაბეში) — село в Грузии, на территории Местийского муниципалитета края (мхаре) Самегрело-Верхняя Сванетия.

## География
Село находится в северо-западной части Грузии, на левом берегу реки Мулхура (правый приток реки Ингури), на расстоянии приблизительно 10 километров (по прямой) к востоку от посёлка городского типа Местиа, административного центра муниципалитета. Абсолютная высота — 1641 метр над уровнем моря.

## Население
По результатам официальной переписи населения 2014 года в Жабеши проживало 90 человек (48 мужчин и 42 женщины). В национальной структуре населения грузины составляли 100 %.
| Год  | Население, человек |
| ---- | ------------------ |
| 2002 | 152                |
| 2014 | ↘ 90               |